# Monolepta longiuscla
Monolepta longiuscla es una especie de insecto coleóptero de la familia Chrysomelidae.
Fue descrita científicamente en 1879 por Chapuis.